# Metallicas demoer
Det amerikanske thrash metal-band Metallica har indspillet flere demoer gennem deres karriere. Følgende er en kronologisk liste over demoerne: 

## Ron McGovney's '82 Garage demo
Dette var en demo, der aldrig blev udgivet officielt, men alligevel endte med at komme i cirkulation både fulde og halve udgaver. Demoen indeholder to originale sange "Hit the Lights" og "Jump in the Fire" sammen med seks coversange. Disse inkluderer et cover af Sweet Savage og Savage samt fire Diamond Head coverversioner. "Hit the Lights" og "Jump in the Fire" blev senere udgivet på No Life 'til Leather, og nåede til sidst gruppens debutalbum, Kill 'Em All. De fleste af coversangene kan findes på bandets senere værker som Garage Inc.. Demoen blev indspillet i Ron McGovneys garage den 14. marts 1982.

### Spor
1. "Hit the Lights" – 4:19
2. "Jump in the Fire" – 4:25
3. "Killing Time" – 2:36
4. "Let It Loose" – 3:10
5. "Sucking My Love" – 6:43
6. "The Prince" – 5:00
7. "Am I Evil?" – 7:43
8. "Helpless" – 6:13

- spor 3 & 4 Sweet Savage cover
- spor 5-8, Diamond Head cover

### Musikere
- James Hetfield – Vokal
- Dave Mustaine – Guitar, bagvokal
- Ron McGovney – Bas
- Lars Ulrich – Trommer

## Power Metaldemo
Power Metal var en demo, der blev indspillet omkring april 1982. Selvom den aldrig blev udgivet officielt, fik kopien navnet "Power Metal" som indeholdt fire originale sange af Metallica. Den indeholdt bl.a. "The Mechanix", som var den første sang skrevet af Dave Mustaine, og "Motorbreath" som udelukket var skrevet af James Hetfield. Power Metal blev også indspillet i McGovneys garage.

### Spor
1. "Hit the Lights" – 4:18
2. "Jump in the Fire" – 3:55
3. "The Mechanix" – 4:47
4. "Motorbreath" – 3:23

### Musikere
- James Hetfield – Vokal, rytmeguitar
- Dave Mustaine – Leadguitar, bagvokal
- Ron McGovney – Bas
- Lars Ulrich – Trommer

Note: "The Mechanix" var den originale version, af den sang der senere kom til at hedde "The Four Horsemen". Mustaine øgede hastigheden fra den originale version, og omdøbte den simpelt "Mechanix", som var med på det første Megadeth album, Killing Is My Business... And Business Is Good!.

## No Life 'til Leather
No Life 'til Leather er Metallicas demo, der for alvor kom i cirkulation. Alle sporene var tidlige indspilninger af sange, som senere kom med på Kill 'Em All-albummet. Sporlisten på Kill 'Em All ligner den på demoen, bortset fra Cliff Burtons bassolo "(Anesthesia) Pulling Teeth", "Whiplash", "No Remorse" og "The Mechanix" (Se noten ovenover). Titlen til demoen kommer fra den første linje i "Hit the Lights."
Demoen blev genudgivet uofficielt to gange. Først under titlen Metallica—Bay Area Thrashers som blev påstået, at være en liveoptagelse fra Metallicas tidlige dage. Live-lyden viste sig dog at være taget fra forskellige steder, inklusiv Metallica-videoen Cliff 'Em All. Dette blev opdaget af Metallica, og alle eksemplarerne blev fjernet fra hylderne. Demoen blev senere udgivet med titlen Metallica—In the Beginning... Live, der ikke viste nogen forskel mellem den og Metallica-Bay Area Thrashers.

### Spor
1. "Hit the Lights" – 4:19
2. "The Mechanix" – 4:28
3. "Motorbreath" – 3:18
4. "Seek & Destroy" – 4:55
5. "Metal Militia" – 5:17
6. "Jump in the Fire" – 3:51
7. "Phantom Lord" – 3:33

### Musikere
- James Hetfield – Vokal, rytmeguitar
- Dave Mustaine – Leadguitar, bagvokal
- Ron McGovney – Bas
- Lars Ulrich – Trommer, percussion

- Cliff Burton er blevet noteret som musiker på demoen, men bidrog ikke.[3]

## Metal up Your Ass (Live)
Metal up Your Ass blev indspillet den 29. november 1982 i Old Waldorf i San Francisco. Støttegruppen var Exodus hvori Metallicas kommende lead guitarist, Kirk Hammett spillede i. Bandet spillede alt deres originale materiale (ni sange), som de havde skrevet indtil videre, som derved inkluderede alle sangene fra deres forrige demo No Life 'Til Leather, og to nye sange (som senere blev udgivet på Megaforce demoen). Under showet spillede de to coversange af Diamond Head: "Am I Evil?" og "The Prince", men "The Prince" kom dog ikke med på demoen, da båndet løb tør for plads. Både demonavnet og albumomslaget skulle være brugt til deres debutalbum, dette tillod Metallicas pladeselskab dog ikke.

### Spor
1. "Hit the Lights" – 4:15
2. "The Mechanix" – 4:28
3. "Phantom Lord" – 4:59
4. "Jump in the Fire" – 4:40
5. "Motorbreath" – 3:05
6. "No Remorse" – 6:23
7. "Seek & Destroy" – 6:51
8. "Whiplash" – 4:08
9. "Am I Evil?" (Diamond Head cover) – 7:50
10. "Metal Militia" – 5:59

### Musikere
- James Hetfield – Vokal, rytmeguitar
- Dave Mustaine – Leadguitar, bagvokal
- Ron McGovney – Bas
- Lars Ulrich – Trommer, percussion

## Horsemen of the Apocalypse
Horsemen of the Apocalypse var en demo, som blev indspillet tidligt i 1983. Den indeholdt en coverversion af Diamond Heads "The Prince" sammen med tre andre sange, der senere blev indspillet på Ride the Lightning-albummet: "Fight Fire with Fire", "Ride the Lightning" og "Creeping Death" som ikke kom med på Kill 'Em All. Alle tre sange blev modificeret med hjælp fra Cliff Burton, og senere udgivet på Ride the Lightning demoerne. Demoen er ikke officielt blevet bekræftet. Eksistensen af demoen ser ud til at have været tvivlende, idet der ikke ser ud til at have været nogen i cirkulation med sangene "Fight Fire with Fire" "Ride the Lightning" med Mustaine som guitarist. Den eneste demo der har været tilgængelig var udgaven indspillet senere med Kirk Hammett i oktober 1983.

### Spor
1. "Fight Fire with Fire" – 4:44
2. "Ride the Lightning" – 6:37
3. "The Prince" (Live; Diamond Head cover)

### Musikere
- James Hetfield – Vokal, rytmeguitar
- Kirk Hammett – Lead guitar
- Cliff Burton – Bas, bagvokal
- Lars Ulrich – Trommer, percussion

## Megaforcedemo
Denne demo blev indspillet den 16. marts 1983, og var den sidste demo med Dave Mustaine. Meningen med demoen var at introducere Burton til potentielle pladeselskaber. Dette skaffede dem en kontrakt med Megaforce Records. Demoen blev også spillet live i KUSF FM i San Francisco. Den indeholdt to nye sange, der aldrig før var blevet udgivet. Demoen fik tildelt en lang række forskellige navn bl.a. The Megaforce Demo, (på grund af den anskaffede en kontrakt med Megaforce Records), The KUSF Demo, (fordi den blev spillet på KUSF FM) og The Whiplash/No Remorse Demo.

### Spor
1. "Whiplash" – 4:12
2. "No Remorse" – 5:38

### Musikere
- James Hetfield – Vokal, rytmeguitar
- Kirk Hammett – Lead guitar
- Cliff Burton – Bas, bagvokal
- Lars Ulrich – Trommer, percussion

## Ride the Lightningdemo
Denne demo blev indspillet den 24. oktober 1983, og indeholdt originalt materiale fra Metallica, som ikke kom med på debutalbummet Kill 'Em All. To af sporene kom fra bandets Horsemen of the Apocalypse demo. Både "Ride the Lightning" og "When Hell Freezes Over", (senere omdøbt "The Call of Ktulu") blev delvis skrevet af Dave Mustaine. Både "Fight Fire with Fire" og "Ride the Lightning" blev ændret fra deres originale versioner med ideer fra Cliff Burton. De fire demoer til Ride the Lightning blev indspillet på bekostning af Metallicas europæiske pladeselskab Music for Nations, da det betalte studietiden til at indspille falske livespor af "Seek and Destroy" og "Phantom Lord", som skulle være b-sider for "Whiplash" og "Jump in the Fire" singlerne.

### Spor
1. "Fight Fire with Fire" – 4:45
2. "Ride the Lightning" – 6:24
3. "Creeping Death" – 6:50
4. "When Hell Freezes Over" – 8:17

### Musikere
- James Hetfield – Vokal, rytmeguitar
- Kirk Hammett – Lead guitar
- Cliff Burton – Bas, bagvokal
- Lars Ulrich – Trommer, percussion

Dave Mustaine er nævnt for sine bidrag på "Ride The Lightning" og "Fight Fire With Fire".

## Master of Puppetsdemo
Denne demo blev indspillet den 14. juli 1985, og var oprindeligt en øvelse mere end en demo, men blev alligevel udgivet. Demoen inkluderede fem live sange, som alle endte på det næste album Master of Puppets.

### Spor
1. "Battery" – 5:23 (Instrumental)
2. "Battery" – 4:43 (Vokal)
3. "Disposable Heroes" – 9:13 (Instrumental)
4. "Disposable Heroes" – 9:15 (Vokal)
5. "Master of Puppets" – 8:51 (Instrumental)
6. "Welcome Home" / "Orion" – 9:38 (Instrumental)
7. "Welcome Home" / "Orion" – 8:56 (Vokal)

### Musikere
- James Hetfield – Vokal, rytmeguitar
- Kirk Hammett – Lead guitar
- Cliff Burton – Bas, bagvokal
- Lars Ulrich – Trommer, percussion

## ...And Justice for Alldemos
Denne demo blev indspillet i 1988, og indeholdt korte udgaver af sange, der senere kom med på bandets fjerde album ...And Justice for All. På sporet "The Frayed Ends of Sanity" var størstedelen af sangen erstattet med vokalpyk, (med undtagelse af omkvædet "Frayed ends of sanity/Hear them calling me"). Den færdiggjorte udgave havde dog almindelige sangtekster. "Eye of the Beholder" havde to forskellige demoversioner, som dog ikke var så forskellige, med undtagelse af spilletiden. De fleste demoudgaver indeholder ikke begge versioner af sangen.

### Spor
1. "Blackened" – 0:36
2. "Blackened" – 5:57
3. "...And Justice for All" – 8:14
4. "Eye of the Beholder" – 6:19
5. "One" – 7:00
6. "The Shortest Straw" – 6:28
7. "Harvester of Sorrow" – 5:37
8. "The Frayed Ends of Sanity" – 7:30
9. "To Live Is to Die" (Instrumental) – 9:57
10. "Dyers Eve" – 5:35

### Musikere
- James Hetfield – Vokal, rytmeguitar
- Kirk Hammett – Lead guitar
- Jason Newsted – Bas, bagvokal
- Lars Ulrich – Trommer, percussion

## Demo Magnetic
Alle sangene på Metallicas niende album Death Magnetic blev udgivet som demoer, indspillet mellem november 2005 og januar 2007. Demoerne var inkluderet på en bonusdisk ved navn Demo Magnetic, udgivet som en anden "oplevelse" af Death Magnetic versionen. På demoen er alle sangenes navne anderledes end albumversionens, men sporlistens rækkefølge er dog den samme. Alt musikken blev skrevet af Metallica, mens alle teksterne blev skrevet af James Hetfield. 

### Spor
1. "Hi Guy" – 7:11 (This Was Just Your Life)
2. "Neinteen" – 7:35 (The End of the Line)
3. "Black Squirrel" – 6:13 (Broken, Beat and Scarred)
4. "Casper" – 8:15 (The Day That Never Comes)
5. "Flamingo" – 7:59 (All Nightmare Long)
6. "German Soup" – 6:32 (Cyanide)
7. "UN3" – 7:51 (The Unforgiven III)
8. "Gymbag" – 7:56 (The Judas Kiss)
9. "K2LU" – 9:31 (Suicide and Redemption)
10. "Ten" – 5:19 (My Apocalypse)

### Musikere
- James Hetfield – Vokal, rytmeguitar
- Kirk Hammett – Lead guitar
- Robert Trujillo – Bas, bagvokal
- Lars Ulrich – Trommer, percussion

## Fodnoter
1. 1 2 3  http://www.metallica.com/timeline.asp Arkiveret 16. juli 2005 hos  Wayback Machine Metallica.com timeline
2. 1 2  "Metallica Demo Tracks". Arkiveret fra originalen 3. maj 2012. Hentet 1. februar 2010.
3. ↑  http://i33.servimg.com/u/f33/11/79/55/76/tape_c10.jpg
4. ↑  "Arkiveret kopi". Arkiveret fra originalen 23. november 2010. Hentet 1. februar 2010.